# Nicolas Gilbert

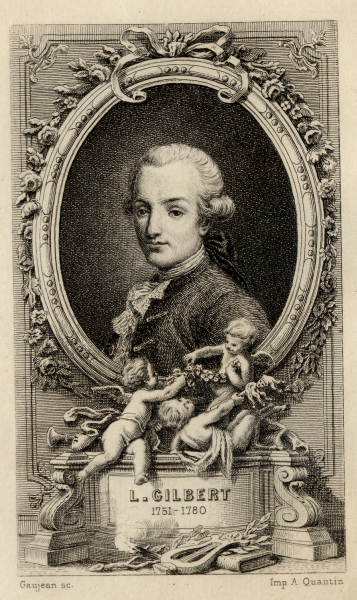
Nicolas-Joseph-Florent Gilbert

Nicolas-Joseph-Florent Gilbert (n. 15 decembrie 1750 - d. 16 noiembrie 1780) a fost un poet francez, precursor al romantismului.
Lirica sa elegiacă deplânge soarta poetului neînțeles de societate.
A mai scris și versuri satirice îndreptate împotriva filozofilor și enciclopediștilor.

## Opera
- 1772: Poetul nerfericit ("Le poète malheureux")
- 1773: Carnavalul autorilor ("Le carnaval des auteurs")
- 1775: Secolul al XVIII-lea ("Le 18-ème siècle")
- 1778: Apologia mea ("Mon apologie").